# Del Martin i Phyllis Lyon
Dorothy Louise Taliaferro "Del" Martin (5. svibnja 1921. — 27. kolovoza 2008.) i Phyllis Ann Lyon (10. studenoga 1924. – 9. travnja 2020.)bile su američki lezbijski par poznati kao feministkinje i aktivisti za gay prava.
Martin i Lyon upoznali su se 1950., postali ljubavni par 1952., a na Valentinovo 1953. su se zajedno preselili u stan u ulici Castro u San Franciscu. Nakon tri godine veze, 1955. zajedno osnivaju Kćeri Bilitis (DOB) u San Franciscu, koja je postala prva društvena i politička organizacija za lezbijke u SAD-u. Oboje su djelovale kao predsjednice i urednice Ljestvi do 1963. godine, a ostale su uključene u DOB do pridruživanja Nacionalnoj organizaciji za žene (National Organization for Women, NOW) kao prvi lezbijski par koji je to učinio.
Obje su žene radile na formiranju Vijeća za religiju i homoseksualce (Council on Religion and the Homosexual, CRH) u sjevernoj Kaliforniji kako bi nagovorile svećenike da prihvate homoseksualce u crkve, a koristile su njihov utjecaj za dekriminalizaciju homoseksualnosti krajem 1960-ih i početkom 1970-ih. Politički su se aktivirali u prvoj homoseksualnoj političkoj organizaciji San Francisca, LGBT demokratskom klubu Alice B. Toklas, koji je utjecao na tadašnju gradonačelnicu Dianne Feinstein da sponzorira gradski zakon kojim se zabranjuje diskriminacija u zapošljavanju homoseksualaca i lezbijki. Oboje su bili na konferenciji Bijele kuće o starenju 1995.
Vjenčali su se 12. veljače 2004., na prvom istospolnom vjenčanju koje se održalo u San Franciscu nakon što je gradonačelnik Gavin Newsom naredio gradskom službeniku da započne s davanjem dozvola za brak istospolnim parovima, ali taj je brak poništio kalifornijski vrhovni sud 12. kolovoza 2004. Ponovno su se vjenčali 16. lipnja 2008., na prvom istospolnom vjenčanju koje se održalo u San Franciscu, nakon odluke Vrhovnog suda Kalifornije u Slučaju ponovnih brakova, legaliziranim istospolnim brakovima u Kaliforniji. Dva mjeseca kasnije, 27. kolovoza 2008., Martin je umrla od komplikacija prijeloma kostiju ruke u San Franciscu. Lyon je umrla 9. travnja 2020.

## Del Martin
Del Martin rođena je kao Dorothy Louise Taliaferro 5. svibnja 1921. u San Franciscu. Bila je prva salutatorija koja je završila srednju školu George Washington. Školovala se na sveučilištu u Berkeleyu, a na državnom sveučilištu u San Franciscu, gdje je studirala novinarstvo, postala je doktor umjetnosti na Institutu za napredno proučavanje ljudske seksualnosti. Bila je udana četiri godine za Jamesa Martina i zadržala je njegovo prezime nakon razvoda. Imala je jednu kćer, imenom Kendra Mon. Martin je umrla 27. kolovoza 2008. u hospiciju UCSF u San Franciscu od komplikacija nakon prijeloma kostiju ruke. Imala je 87 godina. Njena supruga Phyllis bila je uz nju. Gradonačelnik San Francisca Gavin Newsom naredio je da se zastave u Gradskoj vijećnici vijore na pola koplja u njezinu čast. 
Godine 1977. Martin je postala suradnikcom Ženskog instituta za slobodu tiska (Women's Institute for Freedom of the Press, WIFP). WIFP je američka neprofitna izdavačka organizacija. Organizacija radi na povećanju komunikacije između žena i povezivanju javnosti s oblicima ženskih medija. 
Martin je također bila jedan od osnivača sindikata lezbijskih majki.

## Phyllis Lyon
Phyllis Lyon rođena je 10. studenoga 1924. u Tulsi u Oklahomi. Diplomirala je novinarstvo na Kalifornijskom sveučilištu Berkeley 1946. Tijekom 1940-ih radila je kao izvjestiteljica za Chico Enterprise-Record, a tijekom 1950-ih radila je kao dio redakcije dva časopisa u Seattlu. Dana 26. lipnja 2015., kada je Vrhovni sud SAD-a presudio da su homoseksualni brakovi legalni, 90-godišnja Lyon "se smijala i smijala kad su joj priopćili vijest. "Pa što kažeš na to?" rekla je. 'Za ime božje.'" Umrla je 9. travnja 2020. u 95. godini.

## Pozadina/brak
Martin i Lyon upoznali su se u Seattlu 1950. godine kada su počeli raditi za isti časopis. Ljubavnici su postali 1952., a partnerstvo su sklopili 1953. kada su se zajedno preselili u San Francisco. Mnogo godina kasnije, Lyon i Martin prisjetili su se kako su 1953. naučili živjeti zajedno. "Doista smo imali problema samo prve godine zajedno. Del bi ostavila cipele nasred sobe, a ja bih ih bacila kroz prozor ", rekao je Lyon, na što je Martin odgovorio:" Posvađala bi se sa mnom i pokušali izletjeti kroz vrata. Morala.sam te naučiti uzvratiti udarac."
Dana 12. veljače 2004. godine grad i okrug San Francisca Martinu i Lyonu izdali su dozvolu za vjenčanje nakon što je gradonačelnik Gavin Newsom naredio da se bračne dozvole daju istospolnim parovima koji su ih zatražili.
Licencu je, zajedno s dozvolom nekoliko tisuća drugih istospolnih parova, ukinuo Vrhovni sud Kalifornije 12. kolovoza 2004.
Međutim, ponovno su se vjenčali 16. lipnja 2008., nakon što je Vrhovni sud Kalifornije presudio da su istospolni brakovi legalni. Još jednom su bili prvi par vjenčan u San Franciscu, zapravo jedini par kojeg je gradonačelnik vjenčao tog dana.

## Aktivizam

### Kćeri Bilitis
Godine 1955. Martin i Lyon i šest drugih lezbijki osnovali su Kćeri Bilitis (DOB), prvu nacionalnu lezbijsku organizaciju u Sjedinjenim Državama. Lyon je bila prvi urednik DOB-ovog biltena The Ladder, počevši od 1956. Martin je preuzela uredništvo biltena od 1960. do 1962., a zatim su je zamijenili drugi urednici dok bilten nije okončao vezu s Kćerima Bilitis 1970. godine.
U roku od pet godina od svog nastanka, Kćeri Bilitis imale su podružnice širom zemlje, uključujući Chicago, New York, New Orleans, San Diego, Los Angeles, Detroit, Denver, Cleveland i Philadelphia. Bilo je 500 pretplatnika na Ljestve, ali mnogo više čitatelja, jer su primjerci kružili među ženama koje nisu željele staviti svoja imena na popis pretplatnika. Za svoj pionirski rad na Ljestve, Martin i Lyon bili su među prvim primljenima u LGBT Novinarsku kuću slavnih, koju je 2005. osnovalo Nacionalno udruženje lezbijskih i homoseksualnih novinara. Lyon i Martin ostali su uključeni u DOB do kasnih 1960-ih. Kćeri Bilitis, koje su prihvatile konzervativan pristup pomaganju lezbijkama da se nose s društvom, raspale su se 1970. godine zbog porasta radikalnijeg aktivizma.

### Nacionalna organizacija za žene
Martin i Lyon bili su aktivni u Nacionalnoj organizaciji za žene (National Organization for Women, NOW) od 1967. godine. Del Martin je bila prva otvorena lezbijka izabrana u upravni odbor NOW. Godine 1970. u eseju je signalizirala razdvajanje lezbijskih feministica iz pokreta gej prava za koji dominiraju muškarci, karakterizirajući vođe tog pokreta kao "šuplje muškarce i samoproglašene povlaštene. Oni ne govore ni za nas ni nama." Lyon i Martin radili su na suzbijanju homofobije koja je, po njihovom mišljenju, postojala u NOW i poticali su rezoluciju Nacionalnog odbora direktoraa SAD-a iz 1971., po kojoj su lezbijska pitanja feministička

### Komisija za status žena u San Franciscu
"Del" Martin bila je prva otvoreno homoseksualna žena koju je tadašnji gradonačelnik George R. Moscone 1977. imenovao u "Komisiju ze žene San Francisca" (San Francisco Commission on the Status of Women, SFCOSW). Martin je udružila snage s drugim manjinskim povjerenicima SFCOSW-a, poput Kathleen Hardiman Arnold (danas Kathleen Rand Reed), i prve crnkinje koja je izabrana u Odbor nadzornika, Ella Hill Hutch, kako bi se usredotočila na vezu gej ženskih prava i rasnih odnosa i etničke diskriminacije. U svom kasnijem radu sa zdravstvenom klinikom, Martin i Lyon usredotočili su se, na primjer, posebno na zdravlje i probleme koji utječu na homoseksualne žene crnkinje i latinoamerikanke. Martin je bio ispred njenog vremena u razumijevanju kulturnih aspekata gej zdravlja.

### Demokratski klub Alice B. Toklas
Lyon i Martin bili su aktivni u prvoj homoseksualnoj političkoj organizaciji San Francisca, Demokratskom klubu Alice B. Toklas, nazvanom po spisateljici Alice B. Toklas rođenoj u San Franciscu.

### Zdravstvene usluge Lyon-Martin
Zdravstvene usluge Lyon-Martin (Lyon-Martin Health Services) osnovala je 1979. godine grupa pružatelja medicinskih usluga i zdravstvenih aktivista kao kliniku za lezbijke koje nisu imale pristup neosuđivačkoj i pristupačnoj zdravstvenoj zaštiti. Klinika je nazvana po Phyllis Lyon i Del Martinu, a ubrzo je postala uzor za zdravstvene zaštite u zajednici za kulturno osjetljive. Od 1993., Lyon-Martin također pruža usluge upravljanja i primarnu zdravstvenu zaštitu u programima posebno dizajniranim za žene s HIV-om s vrlo malim prihodima i neosigurane osobe, kao i usluge za transrodne osobe.

### Aktivizam za starije osobe
Godine 1989. Martin i Lyon pridružili su se "Starim lezbijkama organiziranim za promjene" (Old Lesbians Organizing for Change). Godine 1995. imenovani su delegatima na Konferenciji o starenju u Bijeloj kući, Martin je imenovala senatorica Dianne Feinstein, a Lyon kongresnica Nancy Pelosi.

## Ostavština

### Dokumentarni filmovi
Godine 2003. filmaš JEB (Joan E. Biren) objavio je dokumentarni film o paru, No Secret Anymore: The Times of Del Martin i Phyllis Lyon, dostupan od Framelinea.
U dokumentarnom filmu Posljednji poziv kod Maud's iz 1993. godine također su sudjelovali Martin i Lyon.

### Počasti
Martin je 2014. bila jedna od uvodnih počasnika u Rainbow Honor Walk, šetalištu slavnih u četvrti Castro u San Franciscu, gdje su nabrojani LGBTQ osobe koje su "dali značajan doprinos na svojim poljima".
U lipnju 2019. Martin je bila jedna od inauguralnih pedeset američkih "pionira, izvođača i heroja" postavljenih na Nacionalni LGBTQ Zid časti unutar Nacionalnog spomenika Stonewall (SNM) u njujorškoj Stonewall Inn. SNM je prvi američki nacionalni spomenik posvećen LGBTQ pravima i povijesti, a otkrivanje zida bilo je tempirano za vrijeme 50. godišnjice nereda u Stonewallu.
U lipnju 2020. Lyon je dodana Nacionalnom LGBTQ Zidu časti.

## U popularnoj kulturi
Rosie O'Donnell glumi Martin, a Maddie Corman glumi Lyon u miniseriji o LGBT pravima pod nazivom When We Rise.
Sezona 3, epizoda 7 podcasta " Making Gay History" govori o Martin i Lyon.
Shannon Purser glumi Martin, a Heather Matarazzo glumi Lyon u HBO Max-ovoj seriji Jednako, službeno najavljenoj 24. kolovoza 2020.

## Arhivski izvori
Opsežni zapisi o profesionalnim i aktivističkim aktivnostima Lyon i Martin, uključujući administrativne dosjee Kćeri Bilitis, čuvaju se u Povijesnom društvu GLBT u San Franciscu. Zbirka je u potpunosti obrađena i dostupna je istraživačima. Internetska arhiva u Kaliforniji (projekt Kalifornijske digitalne knjižnice) nudi cjelovitu pomoć u traženju.

## Poveznice
- LGBT kultura u San Franciscu

## Daljnje čitanje
- Bullough, Vern L. (ed.)  Before Stonewall:  Activists for Gay and Lesbian Rights in Historical Context, Harrington Park Press, 2002.
- Gallo, Marcia M. Different Daughters: A History of the Daughters of Bilitis and the Rise of the Lesbian Rights Movement, Carroll & Graf, 2006; Seal Press, 2007.

## Vanjske poveznice
- Del Martin u internetskoj bazi filmova IMDb-u (engl.)
- Phyllis Lyon u internetskoj bazi filmova IMDb-u (engl.)
- Guide to the Phyllis Lyon and Del Martin Papers